# U-144 (Kriegsmarine)
U-144 je bila nemška vojaška podmornica Kriegsmarine, ki je bila dejavna med drugo svetovno vojno.

## Zgodovina
V Finskem zalivu jo je potopila podmornica Sovjetske vojne mornarice SC-307.

## Poveljniki
| Poveljniki |                 |                       |                                     |
| Št.        | Čin             | Ime                   | Poveljstvo                          |
| 1.         | Nadporočnik     | Friedrich von Hippel  | 2. oktober 1940 - 16. november 1940 |
| 2.         | Kapitanporočnik | Gert von Mittelstaedt | 17. november 1940 - 9. avgust 1941  |

## Tehnični podatki
| Kategorije                                    | Podatki         |
| --------------------------------------------- | --------------- |
| Teža (t): na površju pod površjem polna Teža  | 314 364 460     |
| Dolžina (m) - tlačni trup (m)                 | 43,97 - 29,8    |
| Širina (m) - tlačni trup (m)                  | 4,92 - 4,0      |
| Izpodriv (m)                                  | 3,93            |
| Višina (m)                                    | 8,4             |
| Moč (hp): na površju pod podvršjem            | 700 410         |
| Hitrost (vozlov): na površju pod podvršjem    | 12,7 7,4        |
| Doseg (milja/vozel): na površju pod podvršjem | 5.650/8 56/4    |
| Torpeda/Torpedne cevi                         | 5/3 (na premcu) |
| Mine                                          | 12 TMA          |
| Posadka                                       | 22-24           |
| Maksimalni potop (m)                          | 150             |

## Potopljene ladje
| Datum          | Ime               | Država          | Tonaža  | Usoda      |
| -------------- | ----------------- | --------------- | ------- | ---------- |
| 23. junij 1941 | M-78 (podmornica) | Sovjetska zveza | 206 BRT | potopljena |